# Avondvierdaagse
De avondvierdaagse is een jaarlijks terugkerend wandelevenement in Nederland en Suriname waar gedurende vier dagen kan worden gewandeld.

## Historie
In 1909 is de term 'vierdaagse' in Nederland voor het eerst geïntroduceerd. De Nederlandse Bond voor Lichamelijke Opvoeding (KNBLO) hield vanaf dat jaar zogenaamde wandelmarsen in Nijmegen, die vier dagen duurden.
In 1940 zag het ernaar uit dat er geen Nijmeegse Vierdaagse kon worden gehouden in verband met de mobilisatie. Een groot deel van de organisatie daarvan werd door militairen gedaan, en die waren vanwege de mobilisatie daarvoor niet beschikbaar. Ook liepen de routes normaal gesproken deels door het grensgebied met Duitsland. Omdat er in het Gooi een groot aantal wandelaars was dat behoefte had aan een wandelevenement, besloot de Stichts-Gooise Wandelsportbond (SGWB) een eigen vierdaagse in de avonduren te organiseren.
In 1940 waren Bussum, Utrecht en Amersfoort zo de eerste drie steden waar de avondvierdaagse in zijn huidige vorm van start ging. Deze wandelingen kregen al snel navolging in andere plaatsen in Nederland.
In 1941 werden 'wandelmarschen' als de avondvierdaagse door de Duitse bezettingsmacht enige tijd verboden, omdat zij meermalen zouden zijn uitgemond in demonstraties tegen de NSB of de bezettende macht. In 1942 werd dit verbod permanent omdat het eerdere verbod 'geen opvoedend effect' zou hebben gehad.

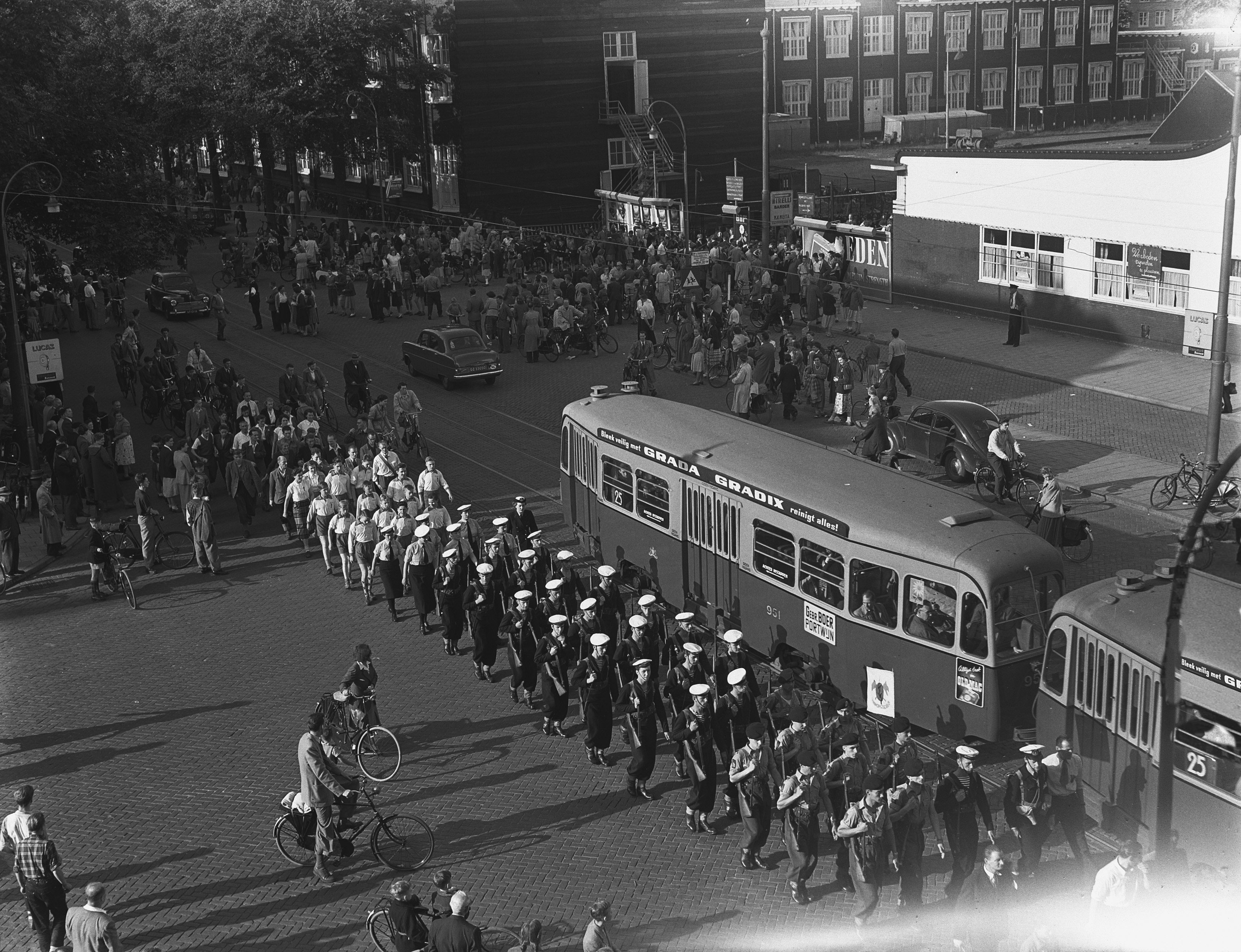
Avondvierdaagse in 1953 in Amsterdam

Na de Tweede Wereldoorlog werd de avondvierdaagse door diverse gemeentes en lokale wandelverenigingen weer in ere hersteld en werden er volop avondwandelvierdaagsen gehouden. Veel avondvierdaagsen worden naast een lokale vereniging in samenwerking met de Koninklijke Wandel Bond Nederland en SGWB georganiseerd.

## Afstanden
Veelal wordt de avondwandelvierdaagse aangeboden in 3 à 4 afstanden, mogelijke afstanden zijn: 2,5 kilometer, 5 kilometer, 7,5 kilometer, 10 kilometer en 15 kilometer. Ook zijn er plaatsen waar uit slechts twee afstanden kan worden gekozen, meestal 5 en 10 kilometer. Het is niet zo dat dit dan ook betekent dat alle vier de dagen zo'n afstand wordt gelopen, maar de vier dagen bij elkaar opgeteld moet het gekozen totaal wel gelopen zijn. In sommige plaatsen wordt bijvoorbeeld op de laatste dag door alle deelnemers dezelfde afstand gelopen. Vaak lopen zij dan ook een gedeelte van de tocht achter een muziekkorps aan. Op dat moment krijgen ze als beloning ook vaak bloemen uitgereikt door kennissen, familie of begeleiding die langs de weg staat. Bij de finish krijgen ze dan een medaille uitgereikt als beloning voor de tochten die ze hebben gelopen. De avondwandelvierdaagsen zijn, mede gezien de afstanden, vooral gericht op de jeugd van de basisscholen, maar zeker ook op oudere deelnemers, vaak als begeleiders van de jeugd en degenen die een avondvierdaagse in hun trainingsprogramma hebben opgenomen. Sommige avondvierdaagsen bieden speciaal daarvoor ook dagelijks te lopen afstanden aan van 20 en 25 km. Deze afstanden zijn tevens een goede voorbereiding voor wandelaars die bijvoorbeeld ook de Nijmeegse Vierdaagse willen gaan lopen.
Op grote wandelevenementen (zoals de Nijmeegse Vierdaagse) worden er veel grotere afstanden gelopen. Hier moet men dan denken aan afstanden van 30, 40 of 50 kilometer per dag.
In 2020 en 2021 werden geen avondvierdaagsen gehouden vanwege de coronapandemie die in 2020 uitbrak. Als alternatief konden mensen deze jaren thuis een Avondvierdaagse lopen met behulp van de ERoutes-app. Hiermee konden ze vanuit hun eigen huis vier verschillende routes lopen en op deze manier een medaille krijgen die ze per post toegestuurd kregen.

## Suriname

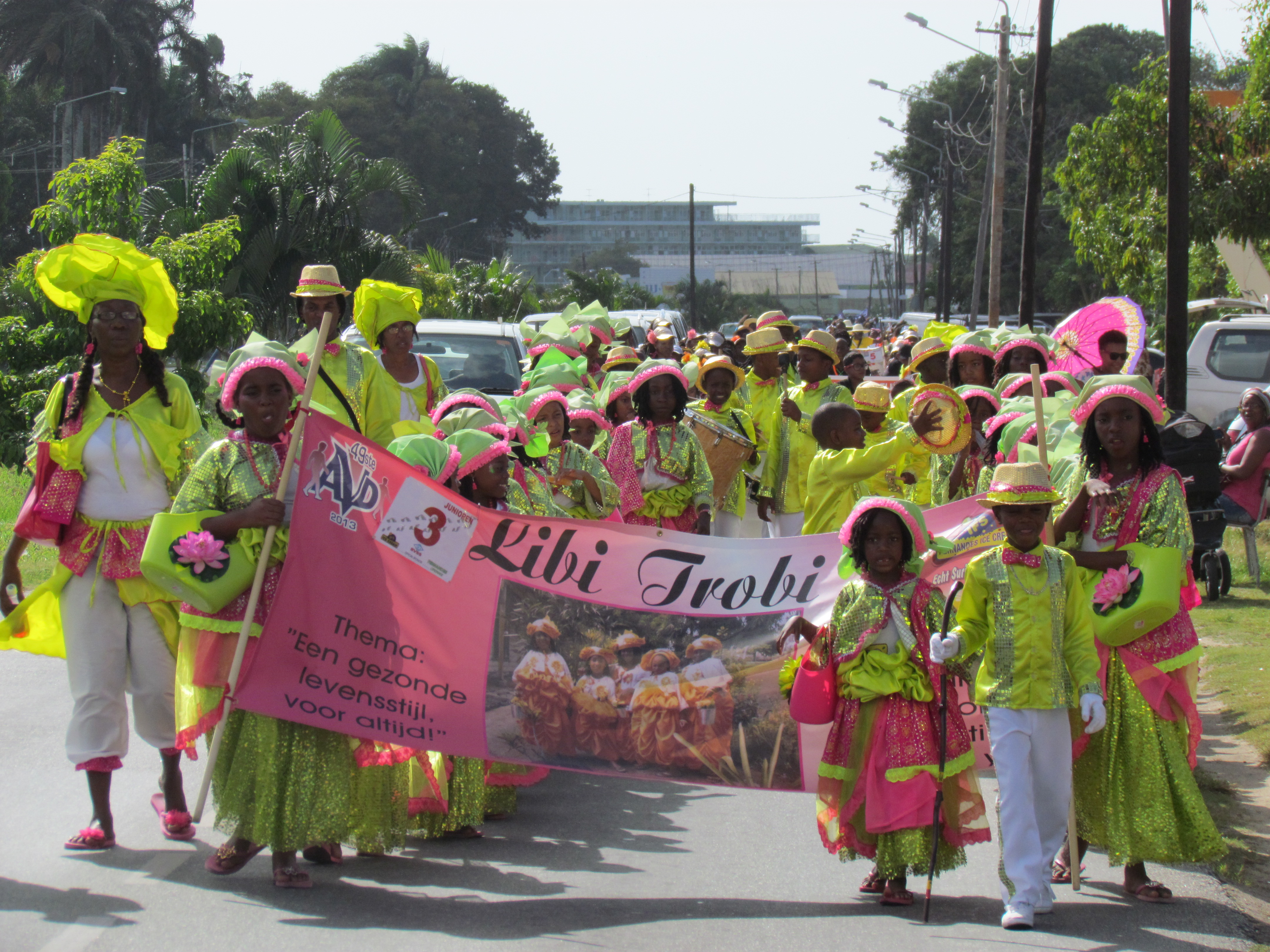
Verklede deelnemers aan de AVD in Paramaribo

De Avondvierdaagse (AVD) of Wandelmars in Paramaribo werd voorheen ieder jaar in de maand april georganiseerd. Het evenement gebeurt nu in de grote vakantie. Het is een vierdaags wandelevenement met daarin elementen van het Zuid-Amerikaanse carnaval geïntegreerd. Naast een wandelevenement is het een culturele manifestatie en een show van kleding en bedrijfspromotie. Uren van tevoren staan er mensen langs de straten of op strategische punten in Paramaribo waarlangs er gelopen zal worden om de lopers aan te moedigen of commentaar te leveren.

## Andere varianten
In de loop van de jaren zijn er diverse andere vormen van vierdaagse ontstaan. Zo zijn er fiets- en zwemvarianten ontstaan.

## Trivia
Op 20 mei 2022 bracht Kinderen voor Kinderen een lied uit over de Avondvierdaagse. Dit lied is tevens te vinden op hun album Gi-ga-groen dat op 28 oktober van dat jaar uitkwam.